# Mariza
 (juin 2009).
Marisa dos Reis Nunes est le nom de naissance de Mariza, une chanteuse de fado portugaise née au Mozambique le 16 décembre 1973.
« J’ai vécu dans un environnement typique de Lisbonne et j’ai toujours chanté le fado. Je sais ce qu’est le fado : c’est à travers lui que je me comprends ».

## Biographie
Elle naît au Mozambique d'un père portugais et d'une mère mozambicaine (métisse). À trois ans sa famille s'installe au Portugal. Elle est élevée dans les vieux quartiers de Lisbonne que sont Mouraria et Alfama. C'est à Mouraria qu’elle a entendu des chanteurs de fado pour la première fois et ces souvenirs — si nombreux qu’ils se fondent dans sa mémoire — vivent encore dans sa musique. Très jeune elle se met à chanter dans toutes sortes de styles dont le gospel, la soul et le jazz.
Ses hommages à Fernando Maurício et Amália Rodrigues dans son album de 2005, Transparente, ne sont dès lors pas surprenants. Bien qu’elle expérimente d’autres formes rythmiques, Mariza a toujours été impliquée dans le fado. Son premier album, au titre évocateur de Fado em mim (« Fado en moi », en 2001), soulève l’enthousiasme au Portugal et propulse Mariza sur la scène internationale. Commentaire sans ambages de la presse : « Une star est née ».
En 2002, elle reçoit le Premier prix pour la performance la plus exceptionnelle au Festival d’été de Québec et elle se produit à Central Park à New York, au mythique Hollywood Bowl, au World of Music, Arts and Dance et au Purcell Room (en) à Londres. En mars 2003, nouvelle consécration : la BBC Radio lui décerne le Best European World Music Artist Award  (un prix qu’elle recevra de nouveau en 2005).
Son deuxième album, Fado Curvo (« Fado courbe », dont le titre exprime l’idée que le fado, comme le destin, n’est pas une ligne droite) voit le jour la même année et confirme tous les espoirs placés sur la jeune chanteuse. En termes de ventes, Mariza dépasse alors tous les autres chanteurs contemporains de fado — elle vend six fois plus qu’eux. Lors de tournées en Europe et en Amérique du Nord, ses concerts au Queen Elizabeth Hall à Londres, au Alte Oper à Francfort, au Centre culturel de Belém à Lisbonne et au Théâtre de la Ville à Paris sont complets.
En 2004, elle participe à Unity, l’album officiel des Jeux olympiques, où elle chante « A Thousand Years » en duo avec Sting. Les concerts se multiplient sur les quatre continents dans des salles prestigieuses : Carnegie Hall à New York, Opera House à Sydney, Maison de la Musique à Moscou, Barbican Centre à Londres pour n’en citer que quelques-unes.

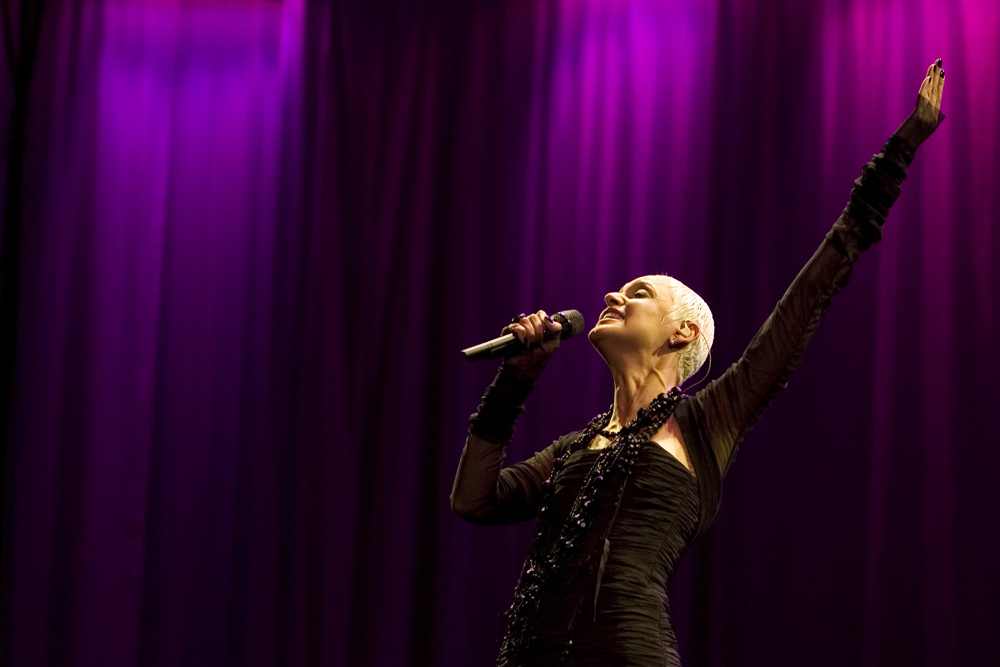
Mariza en 2007 au Pavilhão Atlântico.

Dans Transparente (« Transparent »), son album sorti en 2005 dans 35 pays d’Europe, d’Amérique Latine et aux États-Unis, elle se révèle plus encore. C’est un tournant pour Mariza. Sa passion pour chanter les mots des poètes reste intacte : ces mots, elle les fait siens à travers l’émotion de son interprétation.
En mars 2005, Mariza devient une des ambassadrices internationales du travail et de l’esprit de Hans Christian Andersen. Le Danemark l’a choisie non pas pour sa gloire au Portugal et à l’étranger mais parce que le fado, comme l’œuvre d’Andersen, témoigne d’une certaine mélancolie poétique qui rend son appel universel.
En juillet, elle est invitée à faire partie du Live 8 sous la bannière « Africa Calling » avec des artistes tels que Peter Gabriel, Youssou N’Dour et Angélique Kidjo. Une journée d’émotions pour Mariza, née au Mozambique. Cette même année la voit donner un concert inoubliable à Lisbonne, avec l’orchestre Sinfonietta de la ville, devant plus de 20 000 personnes, et être nommée Ambassadrice nationale du Portugal à l’Unicef pour défendre, promouvoir et aider les initiatives de l’Unicef.
En février 2006, le Président de la République portugaise honore Mariza du prestigieux « Comenda da Ordem do Infante D. Henrique », un titre qui distingue les personnalités ayant contribué à l’expansion de la culture, de l’histoire et des valeurs du Portugal dans le monde.
Le Portugal la consacre aussi avec un « Golden Globe Award » dans la catégorie du Meilleur Interprète de l’année pour son album Transparente. Et l’Australie s’y met aussi : Mariza vient d’être mise en nomination aux « 2006 Helpmann Awards » dans la catégorie Meilleur Concert Contemporain International (les Helpmann Awards en Australie sont similaires aux Tony Awards à Broadway et aux Olivier Awards à Londres).
Mariza a expérimenté d’autres genres musicaux, le flamenco par exemple en chantant avec la star espagnole José Mercé. Mais on peut bien imaginer qu’elle ne s’éloignera jamais beaucoup du fado, cherchant dans l’œuvre des poètes des mots pour les faire siens dans une forme traditionnelle de musique qui fait l’objet d’un constant renouveau : « Le fado n’est pas limité mais il doit être traité avec le plus grand soin ». Selon les mots d’un poète, le fado se fraie un chemin dans le monde grâce à la transparence de son langage, ce que Mariza chante avec tout son cœur.
En 2017, elle prépare son retour sur scène en France, avec un concert au Palais des Congrès à Paris en avril.
En mai 2018, avec Ana Moura, elle fait l'ouverture de la finale du 62e Concours Eurovision de la Chanson.

## Citation

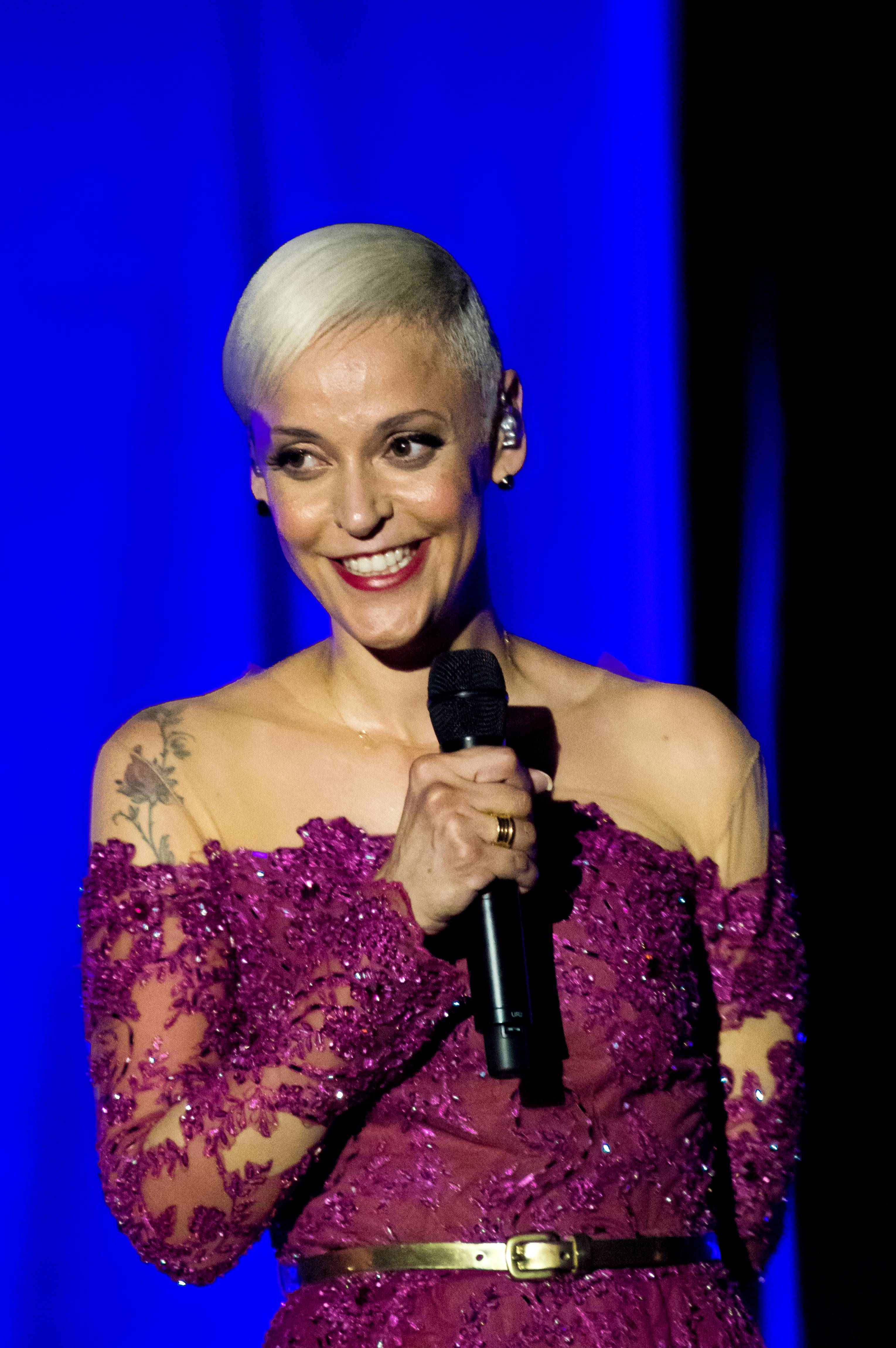
Mariza sur la scène du Zelt-Musik-Festival 2015 à Fribourg-en-Brisgau, Allemagne.

« Je pense qu'inconsciemment, mes racines africaines ont influencé ma musique. J'ai grandi avec des sons très différents. Mon père est complètement fou de fado. Quand j'étais petite, au moment des repas, il débranchait la télé pour écouter du fado ; ça me rendait folle à l'époque. Ma mère, elle, écoutait Miriam Makeba, de la musique du Sénégal, des Antilles, du jazz, de la bossa nova... son univers était totalement différent de celui de mon père. Je crois que la musique que je fais aujourd'hui reflète mon enfance passée entre ces deux sons. »

— Propos recueillis par Arnaud Cabanne, Mondomix, no 10, mai-juin 2005, p. 18.

## Participations
- Elle a chanté l'hymne national portugais (A Portuguesa) lors des célébrations de l'anniversaire de la Révolution des Œillets en 2004 ainsi que lors de la Coupe du monde de football en Corée en 2002.
- Elle a fait un duo avec Sting A thousand years dans l'album officiel des jeux olympiques d'Athènes (2004).
- Elle a participé à l'émission de télévision Later with Jools Holland de la BBC.

## Discographie
CD
- 2001 : Fado em Mim (World Connexion/Night and Day).
- 2003 : Fado Curvo (World Connexion/Virgin).
- 2005 : Transparente (World Connexion).
- 2006 : Concerto em Lisboa (Virgin).
- 2008 : Terra (Virgin).
- 2010 : Fado Tradicional (EMI).
- 2014 : Best Of (Warner).
- 2015 : Mundo (Warner).

DVD
- 2004 : Mariza & Duarte : Fado Today (Immortal).
- 2004 : Mariza Live In London (Virgin).
- 2006 : Concerto em Lisboa (Virgin).
- 2009 : Terra em Concerto (World Connection).